# Santo Anzà
Santo Anzà, né le 17 novembre 1980 à Catane, est un coureur cycliste italien.

## Biographie
Santo Anzà participe aux championnats du monde de 2001 à Lisbonne au Portugal. Il y prend la 15e place de la course en ligne des moins de 23 ans. 
Il commence sa carrière professionnelle en 2003 dans l'équipe belge Landbouwkrediet. En 2005, il rejoint Acqua & Sapone et enregistre ses premiers résultats significatifs, notamment une dixième place au Tour de Lombardie. L'année suivante, il est recruté par Selle Italia-Serramenti Diquigiovanni. Il y participe à son premier grand tour, le Tour d'Italie 2006, et remporte ses premières victoires, le Tour de Romagne et le Trophée Melinda.

## Palmarès

### Palmarès amateur
- 2001
  - 2e du Giro del Casentino
- 2002
  - Freccia dei Vini
  - 2e de Florence-Viareggio

### Palmarès professionnel
- 2005
  - 10e du Tour de Lombardie
- 2006
  - Tour de Romagne
  - 3e du Grand Prix Fred Mengoni
  - 3e du Trophée Melinda
- 2007
  - Trophée Melinda
  - 2e du Brixia Tour
- 2008
  - Brixia Tour :
    - Classement général
    - 4e étape
- 2009
  - 3e étape du Brixia Tour

## Résultats sur les grands tours

### Tour d'Italie
1 participation
- 2006 : 109e

### Tour d'Espagne
1 participation
- 2011 : 48e

## Classements mondiaux
| Année           | 2005 | 2006 | 2007 | 2008 | 2009 | 2010   |
| --------------- | ---- | ---- | ---- | ---- | ---- | ------ |
| UCI Europe Tour | 198e | 15e  | 42e  | 88e  | 274e | 1 242e |